# Fabrizio De André

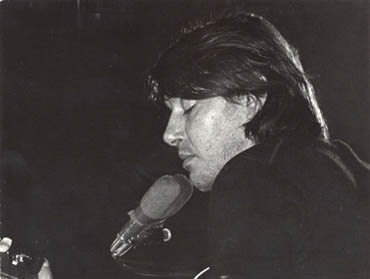
Fabrizio de André em concerto (1980).

Fabrizio Cristiano De André (Génova, 18 de Fevereiro de 1940 – Milão, 11 de Janeiro de 1999) foi um cantor e compositor italiano entre os mais conhecidos e importantes da história. Anarquista, libertário e pacifista, em sua obra, cantou sobretudo histórias de revolucionários. Muitas de suas letras são inclusivamente estudadas como expressão importante da poesia do século XX na Itália.
Os amigos e admiradores chamavam-lhe Faber, nome cunhado por Paolo Villaggio.
Fabrizio De André lançou, nos seus quarenta anos de carreira, cerca de vinte discos, número relativamente baixo, mas compensado certamente pela alta qualidade do seu trabalho artístico.
Em sua memória foi instituído um prémio com o seu nome. Em 2007 os irmãos Gian Piero e Gianfranco Reverberi venceram este prémio.

## Biografia
Em agosto de 1998, ocorreu uma onda de protestos e desdém entre os expoentes da classe política e social que De André compreendia em seu conceito de burguesia. Os mesmos que gritavam escandalizados quando o cantor dedicava as suas estrofes a prostitutas e suicidas após sua morte proclamar-lo-iam "Grande Poeta".
A Fabrizio De André foi reconhecida a coragem e a coerência de haver escolhido, na sociedade italiana do pós-guerra, ressaltar os traços nobres e universais daqueles que sempre perdem, enfatizando os traços nobre e universais dos derrotados, libertando-os do gueto jansenista dos indesejáveis e pondo-os em confronto com os seus acusadores.
O caminho de Fabrizio De André teve início sobre a pavimentação desconexa e úmida da ruela de Via del Campo, em Gênova, continuação da famosa Via Pré, rua proibida de dia e frequentada à noite. É naquele gueto  que terá tomado forma escrita e musicada a sua inspiração. De gueto em gueto, das prostitutas às minorias étnicas, passando pelos deserdados, desertores, homens-bomba e uma infinidade de outras figuras normalmente não mencionadas em canções. Com essa antologia de vencidos - em que a essência das pessoas conta mais que as suas ações e o seu passado - De André alcançou o ápice do lirismo.

### Infância e Juventude
Nascido em 18 de Fevereiro de 1940 no bairro de Pegli, em Génova, numa família da alta burguesia industrial genovesa (o pai, Giuseppe, expoente do Partido Republicano Italiano, foi vice-presidente de Génova ), Fabrizio cresceu inicialmente no campo, na região do Piemonte, uma vez que em 1941 a família teve que se mudar para Asti por causa do agravamento da situação bélica.

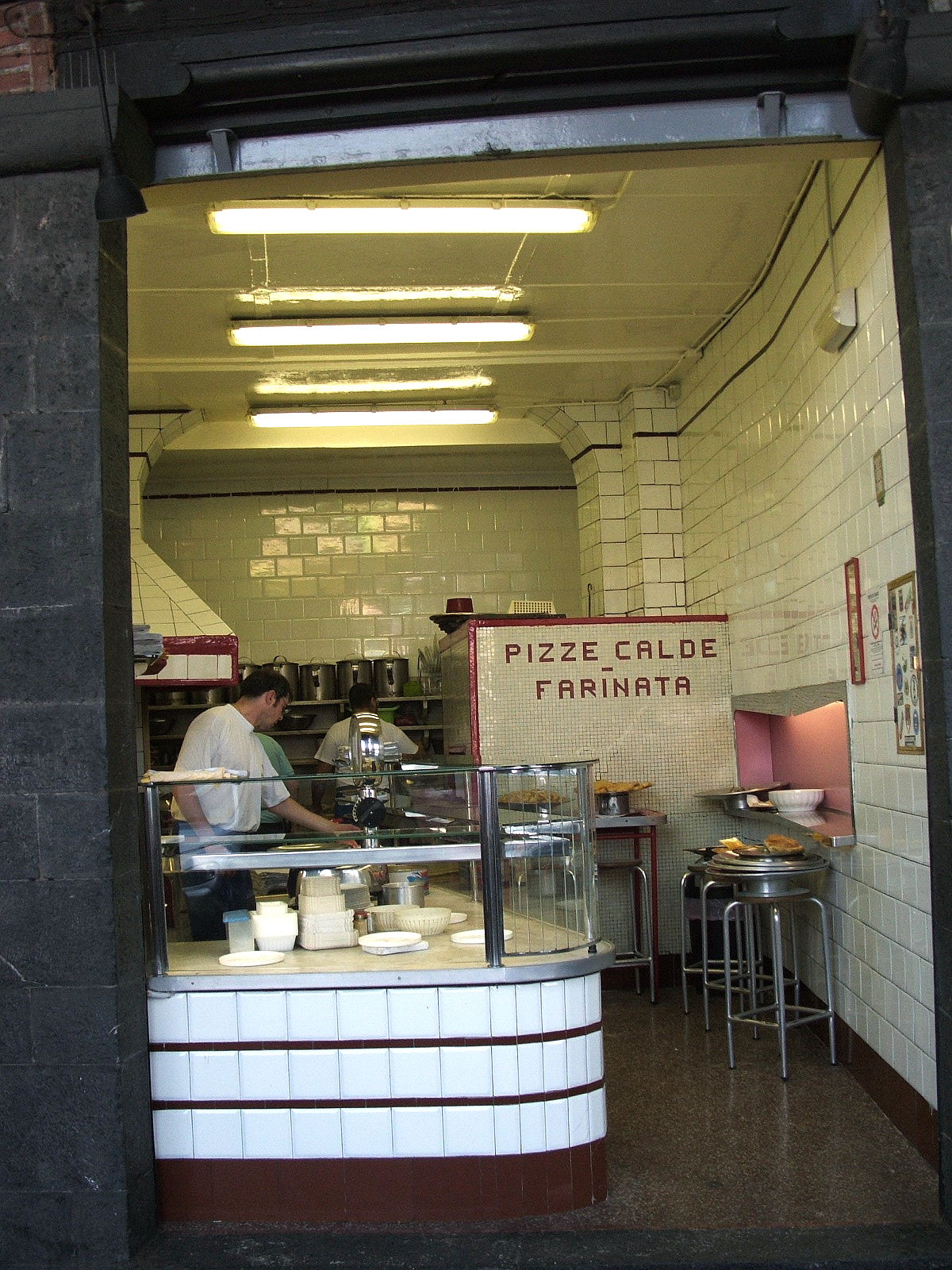
Uma das típicas friggitorìe caras a De André, a Sottoripa, no coração da cidade velha

Posteriormente, no período pós-guerra, retornaram a Génova, cidade permeada por costumes religiosos e políticos conservadores. Ali foi atraído desde pequeno pela música. Entretanto, os seus pais obrigaram-no a ter aulas particulares de violino, instrumento pelo qual Fabrizio não possuía qualquer interesse. Rapidamente descobriu a gula de que padecia o seu professor, "corrompendo-o" com doces para que tocasse no seu lugar. O incontro fulgurante com a música veio apenas ao ouvir aquele que viria a ser seu primeiro mestre, Georges Brassens. De Brassens, Fabrizio traduziria muitas canções, entre elas "Il gorilla" e "Nell'acqua di chiara fontana", imitando também o estilo e a impostação vocal. No entanto, nunca quis conhecê-lo pessoalmente, com medo de ter uma desilusão.
Educado inicialmente numa escola privada, dirigida por freiras marcelinas, passou à escola estatal, onde seu comportamento "fora dos padrões" impediu sua convivência pacífica com os outros, sobretudo com os professores. Por isso foi enviado para a escola dos jesuítas dell'Arecco, célebre pela sua severidade, tendo obtido o diploma no Liceu Clássico Cristóvão Colombo, que mais tarde lhe dedicou uma placa comemorativa.
Em seguida, frequentou os cursos de Letras e Medicina na universidade de Génova, antes de se decidir pela faculdade de Direito, inspirado pelo pai e pelo seu irmão, Mauro, ambos brilhantes advogados. Quando lhe faltavam apenas seis cadeiras para concluir o curso, decidiu seguir outro caminho: a música (o seu irmão tornar-se-ia um dos seus mais fiéis e críticos admiradores.
A paixão pela música cresceu também graças à assídua frequência dos amigos Luigi Tenco, Umberto Bindi, Gino Paoli e Paolo Villaggio (com o qual viria a escrever duas canções). 
Começou a tocar e cantar com os seus amigos no bar "La borsa di Arlecchino", na rua XX settembre. 
De André, nesses anos, levou uma vida desregrada que contrastava com os preceitos da sua família. Frequentou prostíbulos dos becos do centro, sendo encontrado embriagado frequentemente. Abandonou a casa da família mudando-se para um pequeno apartamento.
Casou-se com Enrica Rignon, a "Puny", com quem teve seu primeiro filho, Cristiano De André, para depois separar-se na metade dos anos 1970. Fabrizio não soube instaurar uma relação pacífica com o filho. Na tentativa de recuperar esse relacionamento, posteriormente deu a Cristiano uma ótima educação musical e levou-o consigo para os palcos.
Com o filho Cristiano ainda pequeno, Fabrizio sentiu-se pressionado pela sua situação econômica e cogitou abandonar a carreira musical para laurear-se  em direito. Inesperadamente, porém, alcança o sucesso quando Mina leva à televisão sua "Canzone di Marinella". Sua produção artística ganha fôlego no início dos anos 1970, nos quais De André lança por seu próprio selo três de seus trabalhos mais conhecidos: "Non al denaro, non all'amore, né al cielo", "La buona novella" e "Storia di un impiegato". Nesses três álbuns, Fabrizio põe no foco de sua poética o homem e sua dimensão. O conto da "Buona Novella", inspirada nos evangelhos apócrifos, se conclui com um Laudate Hominem.
Nesse ínterim, graças ao retorno financeiro, passa a viver na Sardenha, na  sua fazenda em Agnata, perto de Tempio Pausania. Ali Fabrizio trabalha em contato com a natureza e a tranquilidade da vida campestre. Continua a beber sem moderação.
Conhece então a cantora  Dori Ghezzi.  Depois de 15 anos de convivência, casam-se em  7 de dezembro de 1989, numa discreta cerimônia, tendo como testemunha o amigo e  famoso cômico Beppe Grillo.

### A razão cristã de De André
O inferno existe só para quem o teme— de Preghiera in gennaio, Volume I, 1967
As letras de Fabrizio De André abordam frequentemente temas religiosos com uma pessoal e desencantada filosofia cristã e, às vezes, certa espiritualidade. Como exemplo dessas características, temos peças como Spiritual, Si chiamava Gesù, Preghiera in Gennaio e o álbum La buona novella. A abordagem realizada por De André aos confrontos da hierarquia eclesiástica é freqüentemente sarcástica e crítica, contestando os comportamentos contraditórios, como fica claro nas canções Un blasfemo, Il testamento di Tito e La ballata del Michè.
Essa relação com o clero remonta, provavelmente, à infânca de De André, durante sua permanência no Instituto Arecco, uma escola gerida por jesuítas e frequentada pelos filhos da "Genova-bene". Durante o primeiro ano, foi vítima de uma tentativa de moléstia sexual por parte de um dos jesuítas do instituto. Sua reação foi pronta, turbulenta e prolongada, tanto que levou a direção a expulsar o jovem De André, na tentativa de acalmar o escândalo. O incauto expediente, todavia, revelou-se vão, já que, por causa do provimento da expulsão, o episódio veio ao conhecimento do pai de Fabrizio, expoente da resistência e vice-prefeito de Gênova, que informou o secretário de educação, dando início a um inquérito que culminou no afastamento do jesuíta pelo Instituto.

## Morte
Em 1998, tem diagnosticado um carcinoma pulmonar, o que o leva a interromper definitivamente os concertos. 
Morre na noite de 11 de janeiro de 1999, às 02:30, no Istituto dei tumori de Milão, pouco antes de completar 59 anos. Os funerais foram realizados na Basílica de Santa Maria Assunta de Carignano, Gênova, no dia 13 de janeiro, com a presença de mais de dez mil pessoas. Após a cremação, as cinzas foram sepultadas no jazigo da família, no cemitério de Staglieno.

## Discografia
| Ano  | Título                                   |
| ---- | ---------------------------------------- |
| 1966 | Tutto Fabrizio De André                  |
| 1967 | Volume I                                 |
| 1968 | Tutti morimmo a stento                   |
| 1968 | Volume III                               |
| 1969 | Nuvole barocche                          |
| 1970 | La buona novella                         |
| 1971 | Non al denaro, non all'amore né al cielo |
| 1973 | Storia di un impiegato                   |
| 1974 | Canzoni                                  |
| 1975 | Volume VIII                              |
| 1978 | Rimini                                   |
| 1981 | Fabrizio De André (L'indiano)            |
| 1984 | Crêuza de mä                             |
| 1990 | Le nuvole                                |
| 1996 | Anime salve                              |